# Delphin (Schiff, 1843)
Das Dampfschiff Delphin war ein kleiner Dampfer, welcher der «Vereinigten Dampfschiffgesellschaft Zürich- und Walensee» gehörte. Es war im Mai 1843 in Rapperswil SG vom Stapel gelaufen und hatte am 3. Juli gleichen Jahres seine Jungfernfahrt auf dem Zürichsee nach Zürich ausgeführt.
Im Mai 1845 kam es erstmals für zwei Wochen in den Walensee. 1846 erwarb es die Zürichsee-Walensee-Gesellschaft unter dem Vorsitz von Hans Caspar Escher. Escher-Wyss verlängerte das Schiff und baute es zum 80-plätzigen Raddampfer um. Im August 1850 wurde es endgültig auf den Walensee versetzt, wo es regelmässige Postkurse zwischen Weesen und Walenstadt übernahm. 

## Technische Daten
Der Dampfer Delphin war 22,5 Meter lang und 3,6 Meter breit. Die Dampfmaschine mit 18,6 kW trieb zwei grosse seitliche Schaufelräder, die bei ruhigem Wasser eine Fahrgeschwindigkeit von 16 km/h erreichen konnten. Das Dampfboot hatte eine Tragkraft von 80 Personen.

## Untergang

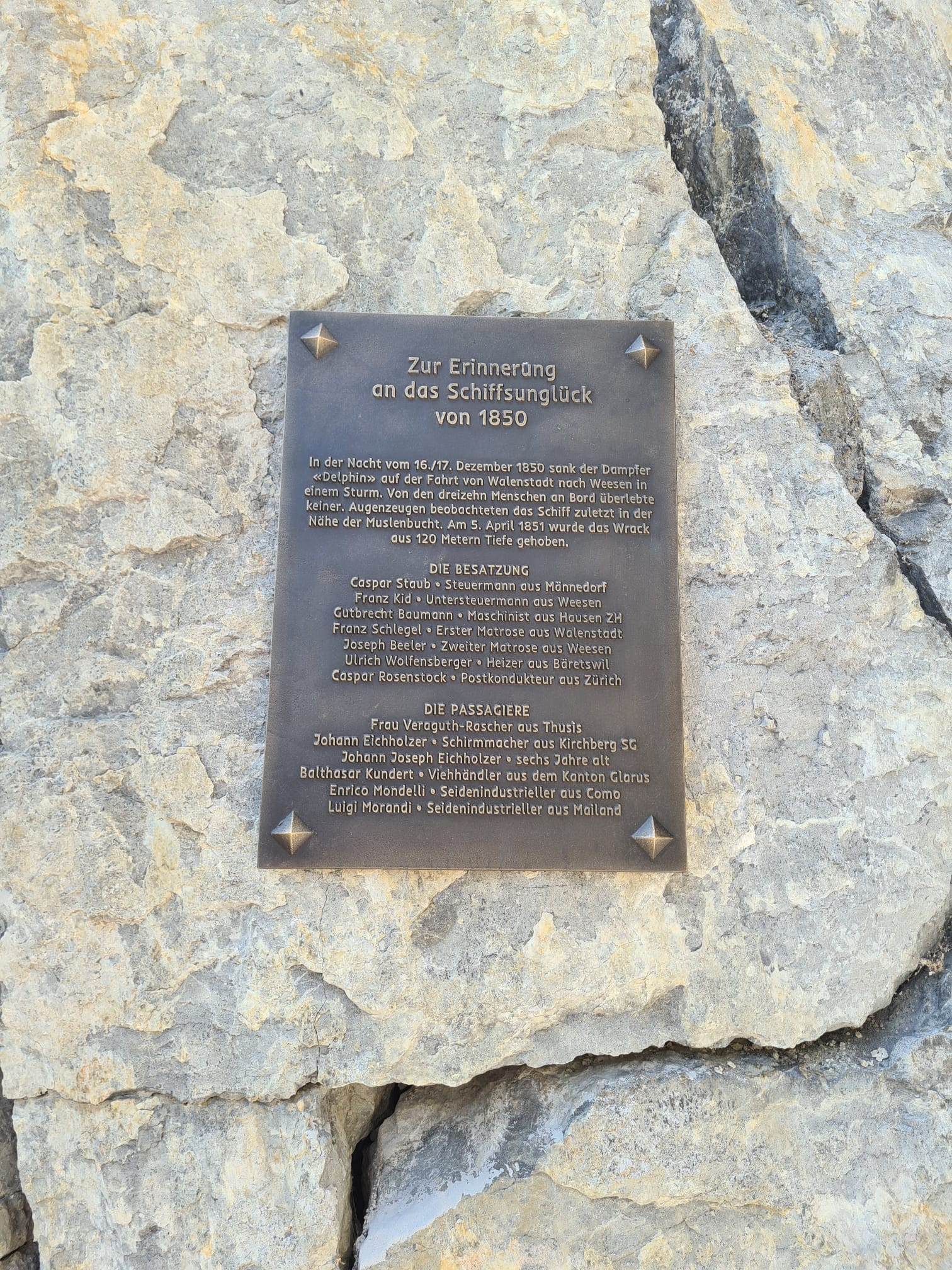
Gedenktafel für die Opfer des Untergangs

In der Sturmnacht vom 16. auf den 17. Dezember 1850 ging der Delphin unter. 13 Menschen verloren dabei ihr Leben. Von der Besatzung Steuermann und Untersteuermann, Maschinist, Heizer, zwei Matrosen und der Postkondukteur. Von den Passagieren eine Frau aus Thusis, ein Viehhändler aus dem Glarnerland, ein Schirmflicker mit seinem Sohn und zwei Seidenindustrielle aus der Lombardei.
Das Dampfschiff Delphin wurde in der Nacht in Weesen erwartet. Der Posthalter Beeler wurde um halb zwei wie gewohnt geweckt. Er sah das Licht des Dampfbootes, welches noch circa eine Viertelstunde vom Hafen entfernt war. Es tobte ein fürchterlicher Sturm. Beeler schrieb später an die Kreispostdirektion St. Gallen, man habe sich halten müssen, wollte man nicht vom Wind fortgerissen werden. Kurz darauf verschwand das Licht.
Am nächsten Morgen fuhren zwei Schiffsleute nach Walenstadt, um den Dampfer zu suchen, fanden lediglich eine Mütze und einen Koffer. Mittags um 11 Uhr wurde der Untergang bekanntgegeben. Beeler hielt fest: ...die sichere, aber jedes menschliche Herz tief erschütternde Botschaft: Das Dampfschiff Delphin ist letzte Nacht mit Mann und Maus untergegangen.
Seit Juli 2023 befindet sich an der Strasse von Weesen nach Betlis eine Gedenktafel für die Opfer des Schiffsuntergangs.

## Untersuchung
Die Regierung des Kantons St. Gallen betraute den Spezialkommissär Josef Guldin mit der Untersuchung des Unglücks. Eine Fahrlässigkeit oder Schuld konnte er niemandem nachweisen. Er schreibt: Die Ergebnisse der Untersuchung führen zu keiner vollen Gewissheit über die letzten Augenblicke des Delphin.

## Hilfsaktion
Die Solidarität in der Bevölkerung für die Angehörigen der Opfer war gross. Nebst Unterstützungsbeiträgen der Schifffahrtsgesellschaft sammelte ein Hülfskomitee Geld und Liebesgaben in der ganzen Schweiz für die Hinterbliebenen.  

## Bergung

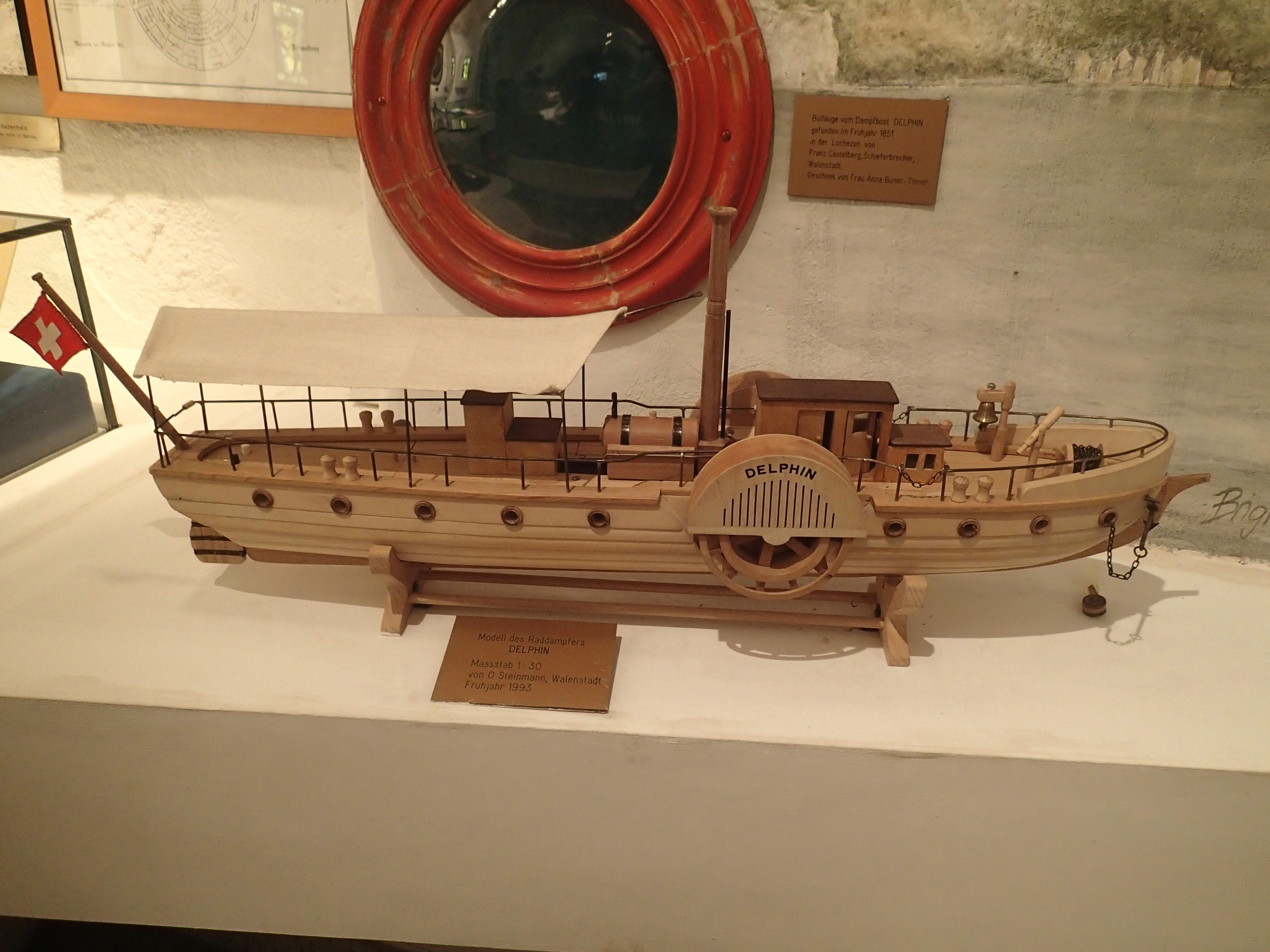
Modell des Delphin im Ortsmuseum Walenstadt

Im Januar 1851 konnte das Wrack des Delphin unweit des Standenhorns in einer Tiefe von 115 Meter geortet werden. Am 5. April wurde es gehoben und in Fli bei Weesen an Land geschleppt. Der Dampfkessel wies ein Loch von 90 cm auf. Alle Umstände sprachen dafür, dass der Kessel infolge Überhitzung und durch zu grosse Belastung der beiden Ventile explodiert war.

## Gedicht für die Hinterbliebenen
Der Untergang des Delphin bewegte die Menschen weit über die Region hinaus. Der Dichter Johann Jakob Reithard aus Küsnacht schrieb über den Untergang das Gedicht Die Todesnacht auf dem Wallensee. Der finanzielle Ertrag des Gedichtes war für die Hinterbliebenen gedacht.

## Literatur

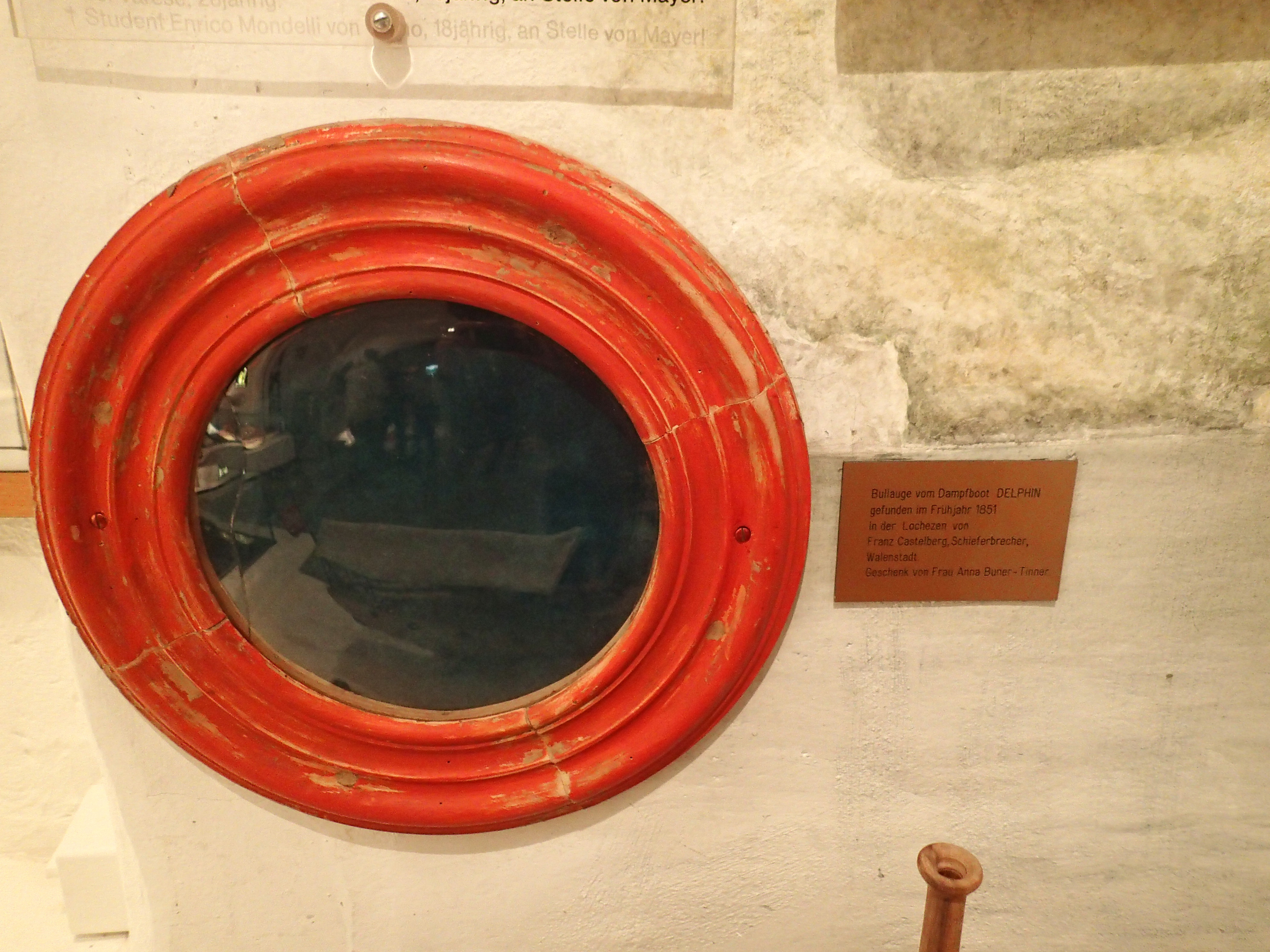
Bullauge des Delphin in Walenstadt

## Fussnoten
1. ↑  Neue Zürcher Zeitung, 18. Dezember 1850
2. ↑  Pfälzer Zeitung, 2. Februar 1851, Seite XVI
3. ↑  Neue Zürcher Zeitung, 6. April 1851